# Zhao Wei
Zhao Wei (en xinès tradicional: 趙薇; en xinès simplificat: 赵薇; en pinyin: Zhào Wēi; Wuhu, Anhui, 12 de març de 1976) és un actriu, directora de cinema i cantant xinesa.

## Filmografia
| Any  | Títol                                | Paper            | Notes                                                         |
| ---- | ------------------------------------ | ---------------- | ------------------------------------------------------------- |
| 1994 | A Soul Haunted by Painting           | Young prostitute |                                                               |
| 1995 | Behind the Wall of Shame             | Ding Jinger      |                                                               |
| 1995 | Sisters in Beijing                   | Bai Xiaoxue      | TV                                                            |
| 1996 | East Palace, West Palace             | Bus              |                                                               |
| 1998 | My Fair Princess                     | Xiaoyanzi        | TV                                                            |
| 1999 | Deja Vu                              | Vicky            |                                                               |
| 1999 | My Fair Princess 2                   | Xiaoyanzi        | TV                                                            |
| 2000 | The Duel                             | Princess         |                                                               |
| 2001 | Romance in the Rain                  | Lu Yiping        | TV                                                            |
| 2001 | Shaolin Soccer                       | Mui              |                                                               |
| 2002 | Chinese Odyssey 2002                 | Phoenix          |                                                               |
| 2002 | El control de la venjança (So Close) | Sue              |                                                               |
| 2003 | Green Tea                            | Wu Fang/Langlang |                                                               |
| 2003 | My Dream Girl                        | Cheung Ning      |                                                               |
| 2003 | Warriors of Heaven and Earth         | Wen Zhu          |                                                               |
| 2003 | Goddess of Mercy                     | An Xin           |                                                               |
| 2005 | A Time to Love                       | Qu Ran           |                                                               |
| 2005 | Moment in Peking                     | Yao Mulan        | TV                                                            |
| 2006 | The Postmodern Life of My Aunt       | Liu Dafan        | Nominada - Hong Kong Film Award a la millor actriu secundària |
| 2007 | The Longest Night in Shanghai        | Lin Xi           |                                                               |
| 2008 | El penya-segat vermell               | Sun Shangxiang   | Nominada - Hong Kong Film Award a la millor actriu secundària |
| 2008 | Painted Skin                         | Chen Peirong     |                                                               |
| 2009 | El penya-segat vermell II            | Sun Shangxiang   | Nominada - Hong Kong Film Award a la millor actriu secundària |
| 2010 | Mulan                                | Mulan            | Nominada - Hong Kong Film Award a la millor actriu            |
| 2012 | LOVE                                 | Jin Xiaoye       |                                                               |
| 2012 | Painted Skin: The Resurrection       | Princess Jing    |                                                               |
| 2013 | So Young                             |                  | director de cinema                                            |
| 2014 | Dearest                              | Li Hongqin       | Hong Kong Film Award a la millor actriu                       |
| 2015 | Tiger Mom                            | Bi Shengnan      | TV                                                            |
| 2015 | Hollywood Adventure                  | Jodi             |                                                               |
| 2015 | Lost in Hong Kong                    |                  |                                                               |
| 2015 | Three                                | Doctor           |                                                               |